# Filialkirche Staudachhof

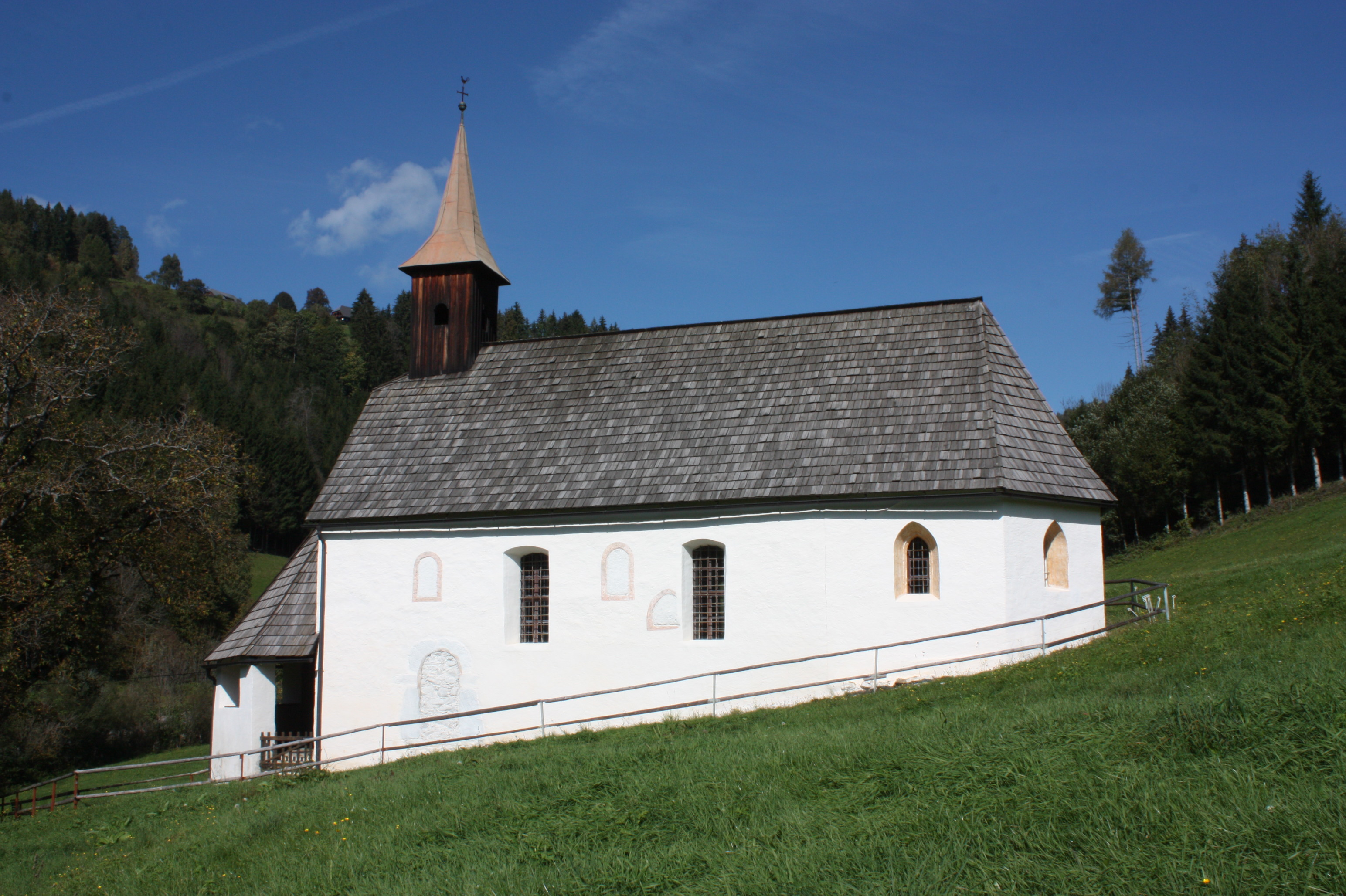
Filialkirche Staudachhof

Die Filialkirche Staudachhof steht im Metnitztal in der Gemeinde Friesach. Die dem heiligen Rupert von Salzburg geweihte Kirche wurde 1464 zum ersten Mal urkundlich erwähnt und gehört zur Pfarre St. Salvator.
Bei der Kirche handelt es sich um einen kleinen flachgedeckten spätromanischen Bau mit rippengewölbtem Fünfachtelchor, gemauerter polygonaler Vorlaube, hölzernem Dachreiter und einem abgefasten gotischen Spitzbogenportal. Die ursprünglichen romanischen Fenster an der Südwand wurden vermauert. 
Der Hochaltar vom Ende des 17. Jahrhunderts besteht aus einer Ädikula über einem kleinen Sockel, seitlichen ornamentalen Einfassungen für Konsolfiguren und einem gesprengten Segmentgiebel mit kleiner Ädikula als Aufsatz. Sockel, Gebälk und die seitlichen Einfassungen sowie die seitlichen Ohren am Aufsatz werden durch Akanthus geschmückt, die Segmente sind mit Engelsfiguren bestückt. Der Altar trägt die Statue des heiligen Rupert, flankiert von den Heiligen Benedikt und Sebastian. Im Aufsatz ist die Figur des Erzengels Michael zu sehen.
Der um 1680 entstandene linke Seitenaltar setzt sich aus einer kleinen Ädikula über einem Sockel, seitlichen Knorpelwerksohren und zwei Obelisken als Aufsatz zusammen. Der Altar birgt die Statue des heiligen Oswald. Die ehemalige Aufsatzgruppe des Altars, eine Marienkrönung, befindet sich heute im Diözesanmuseum in Klagenfurt. Der rechte Seitenaltar gleicht im Aufbau und Dekor dem linken und zeigt im Aufsatz den heiligen Sebastian.
Der um 1680 gefertigte Kanzelkorb ist am Boden aufgestellt. Weiters besitzt die Kirche eine geschnitzte Verkündigungsgruppe und Konsolfiguren der Apostelfürsten Petrus und Paulus.